# Ch
Ch

## 一覧
- 文字
チェコ語・スロバキア語において、ラテン文字に加えて使われる文字のひとつ。Hの後、Iの前。/x/と発音する。
- 二重音字
スペイン語では一般に/tʃ/。近年までスペイン語でひとつの字母として扱われていた。小文字は「ch」で、名称はche（チェ）。
英語では一般に/tʃ/。直前の母音が短音のときは tch となることがある。
フランス語・ポルトガル語では/ʃ/。
ラテン語、フランス語、英語でギリシア系の語の χ の翻字として用い、発音は /k/ (character, Christ）を表す。
ドイツ語では、a, o, u, auの後で/x/, そのほかでは/ç/。ただしsの前では/k/。sch（英語版）（三重音字）、tsch（英語版）（四重音字）については、それぞれの項目を参照のこと。
ポーランド語では/x/。
イタリア語とルーマニア語では、cと後続の母音をhが分ける働きを持つ。cのあとに e や i が直接続くと/tʃ/であるが、hを挟むと、cは/k/のままとなる。
日本語のヘボン式ローマ字表記では/tʃ/に近い「チ」および「チャ」「チュ」「チョ」の子音（/tɕ/）に使う。
朝鮮語のローマ字表記である文化観光部2000年式では初声のㅊ（/tɕʰ/）に割り当てている。マッキューン＝ライシャワー式では初声のㅈが無声で（/tɕ/）と発音される場合にも用いる。